# Andreas Lasnik
Andreas Lasnik (Voitsberg, 9 november 1983) is een Oostenrijks voormalig betaald voetballer die bij voorkeur als middenvelder speelde. 

## Carrière
Lasnik begon zijn profcarrière bij SV Ried, waarmee hij na het seizoen 2004/2005 promoveerde naar de Oostenrijkse Bundesliga. Hij maakte de overstap naar FK Austria Wien en als basisspeler werd hij onder de Nederlandse trainer Frenk Schinkels kampioen van Oostenrijk. Na drie seizoenen vertrok hij naar het Duitse Alemannia Aachen. Mede door twee zware blessures kon hij daar de verwachtingen niet waarmaken. In de zomer van 2009 liep hij stage bij het Nederlandse Heracles Almelo. Alhoewel de club tevreden was over zijn prestaties, kreeg hij geen contract aangeboden; Een jaar later liep zijn contract bij Alemannia af. Hij maakte de overstap naar het Tilburgse Willem II. Daar maakt hij op 7 augustus 2010 in de uitwedstrijd tegen Heracles Almelo (3-0 nederlaag) zijn debuut in de Eredivisie. Hij kwam bij Willem II tot 33 wedstrijden en scoorde 9 keer. Omdat Willem II in het seizoen 2010/2011 degradeerde naar de Eerste divisie, mocht hij transfervrij vertrekken. Hierop vertrok hij naar NAC Breda, waar hij de grote verwachtingen niet waar kon maken. Zijn contract wer op 23 januari 2013 ontbonden, waarna hij leek terug te keren bij de club waar zijn profcarrière begon: SV Ried. Dit ketste echter af en in het seizoen 2013/14 speelde hij bij de Griekse club Panionios. In september 2014 ging Lasnik voor Kapfenberger SV spelen. Daar werd zijn contract op 30 januari 2016 ontbonden. Hierna vond hij geen club meer.

## Statistieken
| Seizoen | Club             | Land        | Competitie    | Wed. | Doelp. |
| ------- | ---------------- | ----------- | ------------- | ---- | ------ |
| 2001/02 | SV Ried          | Oostenrijk  | Bundesliga    | 9    | 0      |
| 2002/03 | SV Ried          | Oostenrijk  | Bundesliga    | 22   | 1      |
| 2003/04 | SV Ried          | Oostenrijk  | 2. Liga       | 23   | 4      |
| 2004/05 | SV Ried          | Oostenrijk  | 2. Liga       | 35   | 10     |
| 2005/06 | FK Austria Wien  | Oostenrijk  | Bundesliga    | 21   | 2      |
| 2006/07 | FK Austria Wien  | Oostenrijk  | Bundesliga    | 30   | 5      |
| 2007/08 | FK Austria Wien  | Oostenrijk  | Bundesliga    | 25   | 1      |
| 2008/09 | Alemannia Aachen | Duitsland   | 2. Bundesliga | 10   | 0      |
| 2009/10 | Alemannia Aachen | Duitsland   | 2. Bundesliga | 4    | 0      |
| 2010/11 | Willem II        | Nederland   | Eredivisie    | 33   | 9      |
| 2011/12 | NAC Breda        | Nederland   | Eredivisie    | 11   | 0      |
| 2012/13 | NAC Breda        | Nederland   | Eredivisie    | 6    | 0      |
| 2013/14 | Panionios        | Griekenland | Super League  | 25   | 3      |
| 2014/15 | Kapfenberger SV  | Oostenrijk  | 2. Liga       | 22   | 2      |
| 2015/16 | Kapfenberger SV  | Oostenrijk  | 2. Liga       | 16   | 1      |
| Totaal  | Totaal           | Totaal      | Totaal        | 292  | 38     |

## Erelijst
- Erste Liga - 2005 (SV Ried)
- Talent van het jaar Erste Liga - 2005 (SV Ried)
- Kampioen van Oostenrijk - 2006 (Austria Wien)
- Beker van Oostenrijk - 2006 & 2007 (Austria Wien)